# معدة مكافحة الحرائق
تُمثّل معدة مكافحة الحرائق (بالإنجليزية: Firefighting apparatus)‏ أي مركبة تم تخصيصها للاستخدام أثناء عمليات مكافحة الحرائق. يتم تخصيص هذه المركبات بشكل كبير وفقًا لاحتياجاتها والواجب الذي ستؤديه. يمكن أن تشمل هذه الواجبات مكافحة الحرائق والخدمات الطبية الطارئة.

## تاريخ

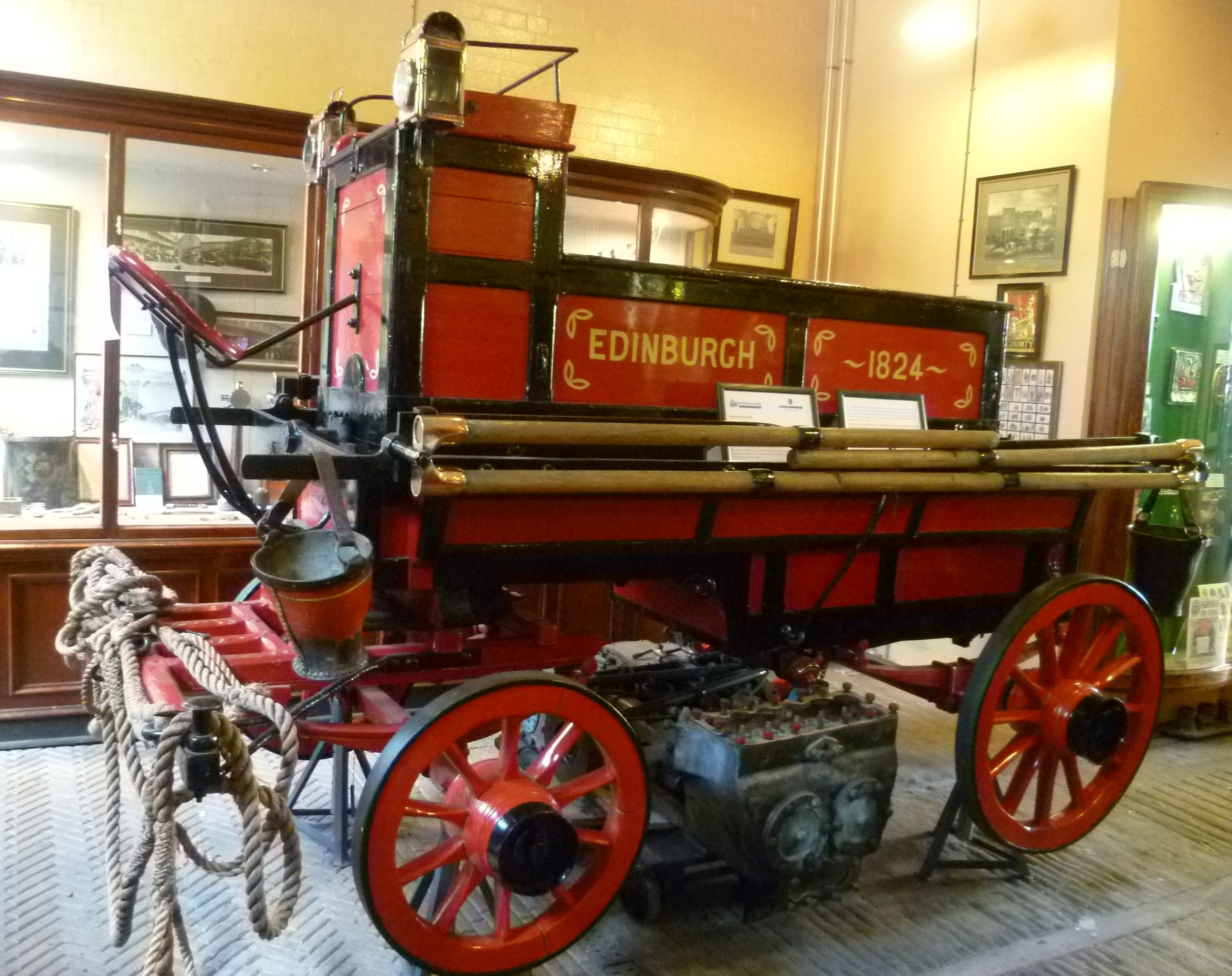
مضخة حريق مسحوبة يدويًا في الخدمة في إدنبرة عام 1824.

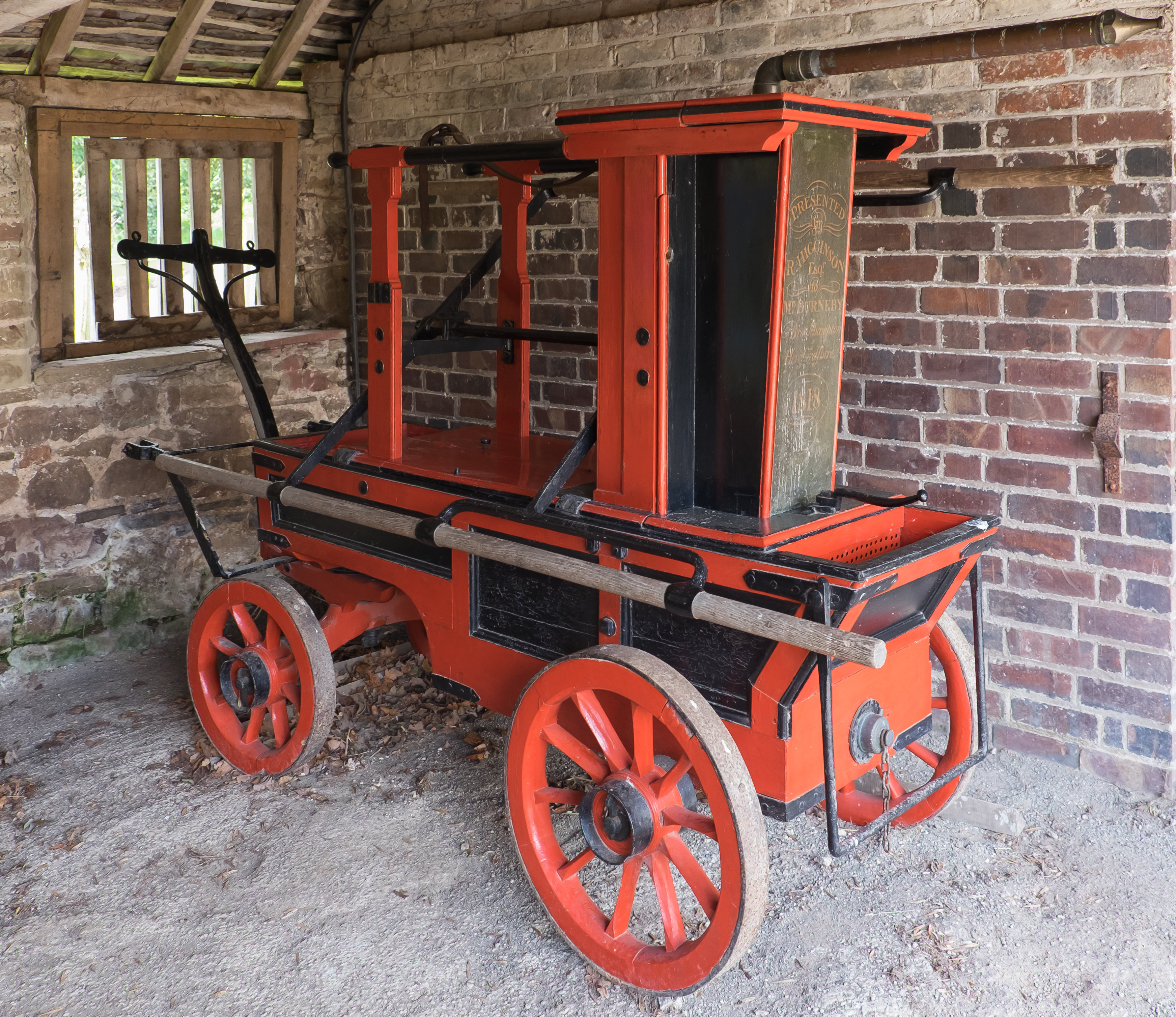
مضخة إطفاء حريق تجرها الخيول أعطيت لعقار بروكهامبتون في عام 1818

الجهاز المبكر المستخدم لرش الماء على النار هو مكبس النار. تمت الإشارة إلى النافورات اليدوية والمضخات اليدوية قبل أن يخترع ستيسيبيوس الإسكندري أول مضخة حريق حوالي القرن الثاني قبل الميلاد، ومثال لمضخة قوة ربما تستخدم لمحرك إطفاء ذكرها هيرو السكندري. ام إعادة اختراع مضخة إطفاء الحريق في أوروبا خلال القرن السادس عشر، ويُقال أنها استخدمت في أوغسبورغ عام 1518 ونورمبرغ عام 1657. يذكر كتاب يحتوي على 1655 اختراعًا مضخة بخارية (تسمى سيارة إطفاء) تستخدم في «رفع عمود من الماء بطول 40 قدمًا [12.2 م]»، ولكن لم يتم ذكر ما إذا كانت محمولة.
تشترط القوانين الاستعمارية في أمريكا أن يكون لكل منزل دلو من الماء على المنحدر الأمامي أثناء الحرائق ليلاً. كانت هذه الجرافات مخصصة للاستخدام من قبل فريق الدلاء الأولي الذي سيوفر المياه عند الحرائق. حصلت فيلادلفيا على سيارة إطفاء يعمل بالضخ اليدوي في عام 1719، بعد سنوات من ظهور طراز لين سنة 1654 هناك، والذي صنعه جوزيف جينكس، ولكن قبل وصول سيارتي نيويورك من لندن.

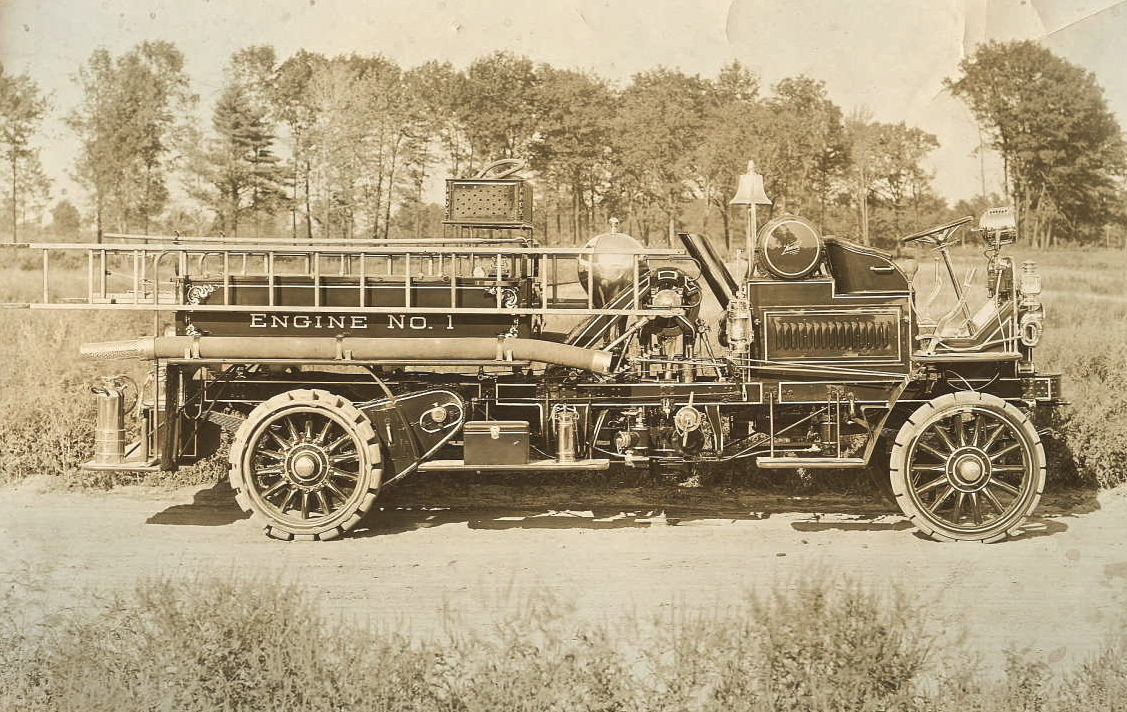
سيارة الإطفاء نوكس، أحد أوائل سيارات الإطفاء الحديثة، تم تصنيعها عام 1905 في سبرينغفيلد (ماساتشوستس) بواسطة شركة.

بحلول عام 1730، صنع ريتشارد نيوزهام ‏، في لندن، سيارات إطفاء ناجحة. أول استخدام في مدينة نيويورك (عام 1731) كان من صنعه (قبل ست سنوات من تشكيل قسم مكافحة الحرائق المتطوع في مدينة نيويورك). دفع مقدار القوى العاملة والمهارات اللازمة لمكافحة الحرائق إلى إنشاء شركة إطفاء منظمة من قبل بنجامين فرانكلين في عام 1737. صنع توماس لوت أول سيارة إطفاء مصنوعة في أمريكا عام 1743. كانت هذه السيارات الأقدم تعمل يدويًا ويتم توفير المياه عن طريق لواء دلو تم إلقاؤه في حوض (صهريج) حيث تحتوي المضخة على أنبوب سحب دائم. كان التقدم المهم في حوالي عام 1822 هو اختراع محرك يمكنه سحب المياه من مصدر مياه للتخلص من لواء الجرافة. يُقال إن نموذج المحرك الهيدروليكي لسيلرز وبينوك في فيلادلفيا، هو أول محرك شفط تم إنتاجه في عام 1822. تحتوي بعض النماذج على خرطوم شفط صلب مثبت في المدخول وملفوف فوق الجهاز المعروف باسم محرك ذيل السنجاب.
كانت السيارات الأولى صغيرة وكان يحملها أربعة رجال أو يركبون على مزلقات ويتم جرهم إلى مكان الحريق. تم سحب أقدم محركات عربة الدفع الرباعي إلى النار يدويًا. ومع زيادة حجم السيارات، أصبحت تجرها الخيول وتدفعها ذاتيًا فيما بعد بواسطة المحركات البخارية. يعود الفضل إلى المهندس جون إريكسون في صنع أول سيارة إطفاء أمريكية تعمل بالبخار. قام جون بريثويت بصنع أول سيارة إطفاء بخارية في بريطانيا.
حتى منتصف القرن التاسع عشر، كان الرجال يديرون معظم سيارات الإطفا، ولكن إدخال سيارات الإطفاء التي تجرها الخيول أدى إلى تحسن كبير في وقت الاستجابة للحوادث. تم صنع أول سيارة إطفاء ذاتي الدفع يعمل بالبخار في نيويورك عام 1841. كان مُعرّضا للتخريب من قبل رجال الإطفاء وتوقف استخدامه، ولم تصبح سيارات الإطفاء الآلية شائعة حتى أوائل القرن العشرين. أحدث فجر القرن العشرين عصر أجهزة الإطفاء الآلية. تم تقديم واحدة من أولى سيارات الإطفاء ذاتية الدفع في تلك الحقبة في عام 1903 لشركة (Niagara Engine Company) في نيو لندن (كونيتيكت). كانت تعمل يمحرك بخاري، على عكس محرك الاحتراق الداخلي الذي أثبت أنه أكثر شعبية. بحلول عام 1905، كانت فكرة الجمع بين الشاحنات ذات المحركات التي تعمل بالبنزين في سيارات الإطفاء تحظى باهتمام كبير؛ وفقًا لمقال نُشر في مجلة بوبيلار ميكانكس ذلك العام، فقد اكتسبت هذه الشاحنات شعبية سريعة في إنجلترا. في العام نفسه، بدأت نوكس للسيارات ‏ في سبرينغفيلد (ماساتشوستس) في بيع ما وصفه البعض بأنه أول سيارة إطفاء حديثة في العالم. بعد مرور عام، كان لمدينة سبرينغفيلد قسم إطفاء حديث كامل مزود بسيارات إطفاء نوكس. في عام 1906، قدمت شركة (Waterous) سيارة إطفاء بمحركين يعملان بالبنزين، أحدهما للدفع والآخر للضخ.
لسنوات عديدة، كان رجال الإطفاء يركبون على جوانب سيارات الإطفاء، أو يقفون في مؤخرة المركبات مُعرَّضين للعوامل الجوية. كان هذا الترتيب غير مريح وخطير (تعرّض بعض رجال الإطفاء للوفاة جرّاء سقوطهم، عندما تحولت سيارات الإطفاء الخاصة بهم إلى منعطفات حادة)، واليوم تحتوي جميع سيارات الإطفاء تقريبًا على مناطق جلوس مغلقة تمامًا لطواقمهم.

## أنواع الأجهزة
- سيارة إطفاء
- صهريج مياه
- إطفاء حريق في مطار دوسلدورف الدولي بألمانيا

## المميزات

### اللون
نظرًا للحاجة إلى أن تكون أجهزة مكافحة الحرائق مرئية للغاية، فهي، مثل سيارات الطوارئ الأخرى، مطلية بألوان بارزة، مثل الأبيض أو الأصفر أو البرتقالي أو الأحمر الأكثر شيوعًا والأكثر شهرة، وهي سيارة إطفاء حمراء. بينما يظل اللون الأحمر هو اللون الأكثر شيوعًا لأجهزة مكافحة الحرائق، إلا أنه غير مطلوب ويعتمد بشكل كبير على الاحتياجات الفردية والتقاليد وأبحاث السلامة. على سبيل المثال، لدى إدارة مطافئ شيكاغو تقليد قديم يتمثل في طلاء أجهزتهم باللون الأسود على الأحمر، وهي ممارسة انتشرت في مناطق أبعد من إلينوي. غالبًا ما تستخدم الأقسام المجاورة أيضًا ألوانًا مختلفة لتمييز أجهزتها. على سبيل المثال، تستخدم إدارة إطفاء سانتا باربرا محرك الإطفاء التقليدي باللون الأحمر بينما تختار إدارة إطفاء مقاطعة سانتا باربرا المجاورة استخدام اللون الأبيض مع شريط أزرق. يستخدم البعض، مثل قسم الإطفاء في دنفر، ألوانًا أقل شيوعًا مثل الأبيض بالكامل مع خطوط، والذهبي في حالة دنفر. تستخدم معظم أجهزة مكافحة الحرائق علامات عاكسة للضوء لزيادة وضوحها في الإضاءة الضعيفة؛ تعتبر العوارض الخشبية الحمراء والبيضاء أو الحمراء والصفراء في الخلف عالمية تقريبًا، وفي حين أن معظمهم يختارون خيارًا أكثر بساطة وأناقة في جعل أنماط الخطوط الحالية عاكسة، يختار البعض، وخاصة خدمات الإطفاء الأوروبية وخاصة تلك الموجودة في المملكة المتحدة وهولندا، أن يكون لديهم علامات كبيرة جدًا وبارزة. أما قسم الإطفاء في ميونيخ، فقد استبدل اللون الأحمر بألوان متشابهة ولكنها أكثر وضوحًا، مثل اللون البرتقالي الفلوي (fluorescent orange).
أشارت دراسة أجرتها جمعية علم النفس الأمريكية ونشرت في فبراير 2014 إلى أن اللون الأصفر الجيري هو لون أكثر أمانًا لمركبات الطوارئ بسبب زيادة رؤيته. وأظهرت الدراسة أن أجهزة الحريق ذات اللون الأصفر الجيري كانت عرضة بنسبة النصف للتورط في الحوادث مثل المركبات ذات اللون الأحمر.

### تحذيرات مسموعة ومرئية
تتضمن التحذيرات المرئية السلبية استخدام أنماط عالية التباين لزيادة وضوح السيارة. غالبًا ما تظهر هذه الأنواع من التحذيرات على المركبات القديمة وتلك الموجودة في البلدان النامية. تستخدم التصميمات الأكثر حداثة العواكس الخلفية لعكس الضوء من المركبات الأخرى. غالبًا ما تحتوي المركبات أيضًا على هذه العاكسات مرتبة في نمط شيفرون جنبًا إلى جنب مع كلمة «حريق» أو «إنقاذ». تستخدم الدول الأوروبية عادة نمطًا يعرف باسم علامات باتنبورغ ‏.[بحاجة لمصدر]
إلى جانب التحذيرات السلبية، توجد تحذيرات بصرية نشطة تكون عادةً في شكل أضواء ملونة وامضة (تُعرف أيضًا باسم «إشارات» أو «أشرطة ضوئية»). هذه الأضواء لجذب انتباه مستخدمي الطريق الآخرين مع اقتراب جهاز الإطفاء، أو لتنبيه سائقي السيارات الذين يقتربون من جهاز متوقف في وضع خطير على الطريق. بالإضافة إلى الأضواء، فهي تكون مصحوبة بصفارات الإنذار بصوت عالٍ.
بالإضافة إلى التحذيرات المرئية، فإن معظم الأجهزة مزودة أيضًا بتحذيرات مسموعة، تُعرف أحيانًا باسم صفارات الإنذار، والتي يمكن أن تنبه الأشخاص إلى وجود سيارة طوارئ قبل رؤيتهم. كانت التحذيرات الصوتية الأولى عبارة عن أجراس ميكانيكية مثبتة على مقدمة أو سقف الشاحنة. تم تجهيز معظم المركبات الآن بصفارات الإنذار الإلكترونية، والتي يمكنها إصدار مجموعة من الأصوات المختلفة. غالبًا ما يتضمن التدريب على قيادة خدمة الإطفاء استخدام أصوات مختلفة اعتمادًا على ظروف حركة المرور والمناورة التي يتم إجراؤها. على سبيل المثال، في طريق واضح، تقترب من تقاطع طرق، يمكن استخدام إعداد (wail)، والذي يعطي اختلافًا طويلًا لأعلى ولأسفل، مع نغمة غير منقطعة، بينما في حركة المرور الكثيفة، قد يكون إعداد (yelp) مفضلًا، وهو مثل (wail)، ولكن بشكل أسرع.
يمكن وضع مكبرات الصوت الخاصة بصفارات الإنذار الحديثة في عدة أماكن على السيارة، بما في ذلك كونها جزءًا لا يتجزأ من الشريط الضوئي، أو مخفية في الشبكة. قد يتم أيضًا تزويد بعض المركبات بتحذيرات بوق الهواء المسموعة. لا تزال صفارات الإنذار التقليدية «الصوتية» أو «الهوائية» مستخدمة على نطاق واسع، وعلى الأخص في أجهزة الحريق من نوع أمريكا الشمالية، لكن دولًا أخرى مثل اليابان قامت بتزويد أجهزتها بهذه الأنواع من أنظمة الإنذار أيضًا، حيث تساعد نغماتها الجمهور «تحديد» وتجنب سيارة الإطفاء - تعمل الإشارات الإلكترونية الأحدث على تشتيت نغمات الموجات الجيبية الإلكترونية النقية تقريبًا، والتي يصعب تحديد موقعها، خاصة في «أخاديد» المباني بالمدينة. علاوة على ذلك، فإن صفارات الإنذار «الهوائية» بشكل عام تكون أعلى بكثير. في تشيلي، يتم تزويد العديد من المركبات بثلاثة أنواع من الإنذارات الصوتية، والتي يتم سماعها جميعًا في وقت واحد: صفارات الإنذار «الهوائية» الكلاسيكية، و"yelp" الإلكترونية، وأبواق الهواء الأوروبية ثنائية النغمة (في بعض الأحيان يتم تزويد المركبات الأحدث بأجهزة الإنذار النسخة الإلكترونية من هذا الأخير، المعروف باسم "Hi-Lo").
التطوير هو استخدام نظام بيانات الراديو ‏ (RDS) لأجهزة راديو السيارة، حيث يمكن تزويد السيارة بجهاز إرسال (FM) قصير المدى، مضبوط على رمز (RDS 31)، والذي يقطع راديو جميع السيارات داخل النطاق، بطريقة البث المرئي، ولكن بطريقة تجعل مستخدم الراديو المستقبل غير قادر على الانسحاب من الرسالة (كما هو الحال مع عمليات البث المرورية). تم تضمين هذه الميزة في جميع أجهزة راديو (RDS) للاستخدام في أنظمة البث الوطنية للطوارئ، ولكن الوحدات قصيرة المدى في سيارات الطوارئ يمكن أن تثبت أنها وسيلة فعالة لتنبيه حركة المرور إلى وجودها، على الرغم من عدم قدرتها على تنبيه المشاة وغير مستخدمي راديو (RDS).